# К'яра Ферраньї
К'яра (Кьяра) Ферраньї (англ. Chiara Ferragni; 7 травня 1987 року) — італійська модна блогерка, дизайнер та інфлюєнсер. Засновниця власного блогу «The Blonde Salad», через який італійка співпрацює із всесвітньо відомими брендами. У вересні 2017 року зайняла перше місце у списку «Top Fashion Influencers» за версією Forbes.

## Біографія
К'яра народилася в італійській провінції Кремона і стала старшою дочкою в сім'ї стоматолога Марко і письменниці Марини. У дівчини є дві молодші сестри: Валентина і Франческа. Батько з дитинства привчав дочок до спортивного спосібу життя: подорожей, серфінгу і гірських лиж. Закінчивши школу, Ферраньї переїхала до Мілану і вступила до приватного університету Бокконі, де стала вчитися на юриста. Пізніше в інтерв'ю італійка зізналася, що вдячна своїм батькам, адже ті надали їй багато можливостей: отримати престижну освіту, подорожувати, дозволяти собі коштовні подарунки. Однак К'яра підкреслила, що успіху досягла самостійно.
Ферраньї створила свій блог в жовтні 2009 року. У березні 2011 року Нью-Йорк представив її як одну «з найстильніших блогерів». У грудні 2011 року Ферраньї була представлена як «найпопулярніший модний блогер» в Teen Vogue, ще навчаючись на юридичному факультеті Університету Бокконі. Вона так і не закінчила його. На той час блог К'яри досяг понад мільйон відвідувачів і 12 мільйонів переглядів на місяць. До 2013 року вона завоювала різні нагороди, в тому числі «Блогер року». У грудні 2013 року К'яра опублікувала електронну книгу на італійській мові під назвою «The Blonde Salad».
У листопаді 2013 року Ферраньї позувала для Guess, зйомка була продана як рекламна кампанія. У грудні 2013 року вона співпрацювала зі Стівом Медденом, щоб розробити колекцію з 9 пар туфель для весни 2014 року. Ферраньї була ведучою італійської премії TRL Awards. У серпні 2014 року вона з'явилася в американському шоу «Проект Подіум» запрошеною суддею у 13-му сезоні.
У 2014 році її колекція взуття «Chiara Ferragni» зібрала близько 8 мільйонів доларів. У січні 2015 року блог Ферраньї і взуттєва лінія «Chiara Ferragni Collection» стали тематичним дослідженням в Гарвардській школі бізнесу. Блогерка навіть проводила декілька лекцій для студентів цього університету.
У березні 2015 року Ферраньї була обрана для обкладинки журналу Vogue España для квітневого номера, що зробило її першою модною блогеркою, яка з'явилася на обкладинці Vogue. З тих пір вона була на обкладинках більш ніж 50 модних журналів. У січні 2016 року компанія Pantene оголосила Ферраньї своїм новим послом. Компанія Mattel в вересні 2016 року створила Барбі-версію К'яри Ферраньї, вона була одягнена в білу футболку, чорну шкіряну куртку, джинси і туфлі, а інша — в образі Chanel.
Станом на 27 березня 2021 року у Ферраньї було більш ніж 23 мільйони підписників у Instagram. Завдяки великій кількості підписників один її рекламний пост коштує близько 12 тис. доларів.
У 2017 році Ферраньї була запрошена для розробки костюмів для Intimissimi. 26 липня 2017 року його відкрила свій перший магазин колекції «Chiara Ferragni Collection» в Мілані. У травні 2018 року Footwear News назвали Ферраньї однією з «найвпливовіших мам в індустрії моди». 7 вересня 2014 року К'яра отримала премію «Bloglovin 'Award» третій рік поспіль за свій блог. Він був названий кращим модним блогом.
З 2013 року вона входить до списку 500 найвпливовіших людей в світі моди. У 2015 році Ферраньї увійшла в список Forbes 30 Under 30.

## Особисте життя
Наприкінці 2016 року К'яра почала зустрічатися з італійським репером і продюсером, Федеріко Лючія, відомим як Fedez. Він зробив ій пропозицію 6 травня 2017 року, під час його концерту в Вероні. Концерт і пропозиція транслювалися в прямому ефірі на італійському радіо і телеканалі RTL 102.5.
1 вересня 2018 року відбулася їх весілля в Ното, Сицилія. 19 березня 2018 року у пари народився син Леоне, а 23 березня 2021 року дочка Вітторія.
Родина живе на два будинки в Мілані і Лос-Анджелесі.
К'яра і Федес зібрали 3 мільйони євро протягом 24 годин через збір коштів для лікарні Сан-Раффаеле в Мілані під час пандемії COVID-19 в Італії.